# Sansa (Pyrénées-Orientales)
Sansa település Franciaországban, Pyrénées-Orientales megyében. Lakosainak száma 31 fő (2022. január 1.). Sansa Le Bousquet, Mosset, Nohèdes, Olette, Oreilla, Railleu, Formiguères és Réal községekkel határos.

## Népesség
A település népessége az elmúlt években az alábbi módon változott:
| Lakosok száma | 28   | 25   | 24   | 22   | 20   | 19   | 23   | 27   | 31   |
|               | 2013 | 2015 | 2016 | 2017 | 2018 | 2019 | 2020 | 2021 | 2022 |